# Beleg van Bredevoort (1672)
Het Beleg van Breevoort in 1672 was een beleg van 12 juni tot 19 juni in het rampjaar 1672 door generaal st.Paul uit Münsterland in het Gelderse Bredevoort in opdracht van de Bisschop van Münster (Bommen Berend) wat een eind moest maken aan de macht van de Republiek der Zeven Verenigde Nederlanden.

## Voorgeschiedenis
De voorspoed van de Republiek der Zeven Verenigde Nederlanden was een doorn in het oog van de Franse koning Lodewijk XIV die verschillende pogingen ondernam om deze te ondermijnen. In 1672 spande Frankrijk samen met koninkrijk Engeland en de bisschoppen van Münster en Keulen om de Republiek een les te leren.
De kracht van de Republiek lag bij de Hollandse vloot, maar aan het landleger werd niet veel aandacht geschonken, onderhoud voor vestingwerken werd verwaarloosd, en de grenssteden langs de Rijn zoals Rijnberk, Rees, Wesel en Emmerik waren volgens afspraak door genoeg soldaten bezet, maar de gevechtskracht had niet veel meer om het lijf.
De maarschalk Lodewijk II van Bourbon-Condé, trok eind mei 1672 met een leger van 120.000 soldaten door het Luikse Land naar Bonn waarbij steden als Orsoy, Burik, Rijnberk, Wesel, Rees en Emmerik als rijpe peren in de mand vielen. Johan de Witt klaagde: "As Rijnberk verloren is, zo is ons hele land verloren". Het kostte niet het hele land, maar wel het halve land, en Johan de Witt zijn leven.
Bommen Berend die zijn ogen al op de heerlijkheid Borculo had laten vallen, maar daar toen met een blauw oog vanaf kwam, zon altijd nog op wraak. Door de Franse koning waren hem Borculo, Lingen en de veroveringen in Groningen en Friesland beloofd, maar bovendien alles noordelijk van de IJssel mocht brandschatten. 1 juni 1672 was voor hem de dag van wraak en viel hij met zijn Münsterse troepen vanuit Nordhorn het grondgebied van de Republiek binnen. Zij maakten zich in korte tijd meester van de steden Oldenzaal, Ootmarsum, Almelo, Delden, Goor en Borculo en sloegen het beleg voor Groenlo dat na ruim een week werd overgegeven. Het volgende doel was Deventer, maar Von Galen liet zich na veel aandringen (hij dacht dat het een vergeefse poging zou zijn, omdat de veste Bredevoort te sterk was) toch overhalen. Een legerafdeling van 2000 soldaten wilde de poging wel wagen en zij wonnen.

## Bredevoort in 1672

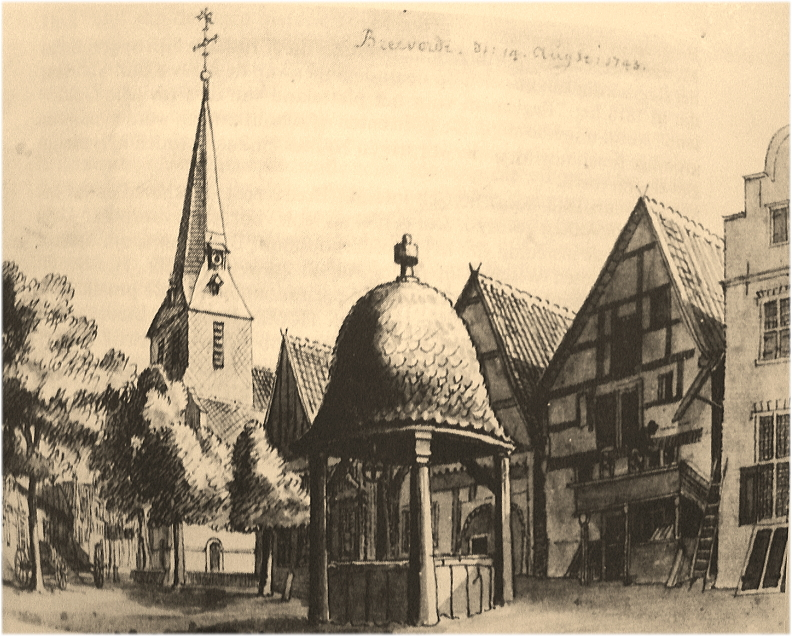
Marktplein van Bredevoort in 1743 door Jan de Beijer

De ligging van Bredevoort midden in een moeras, was nog altijd een strategische hindernis. De vestingwerken van Bredevoort waren onder Maurits van Oranje uitgebouwd naar de nieuwste vestingbouw.
Het kasteel was nu binnen de stadswal getrokken omringd door 6 sterke bastions en 2 ravelijnen. De stadsgracht was op haar smalst 40 meter breed en stond vol water, die ook niet droog te krijgen was, en magazijnen behoorlijk gevuld met 18.000 pond buskruit en 60.000 last rogge. In andere vestingsteden waren de magazijnen vaak minder goed gevuld.
Het garnizoen werd gevormd door twee vendels soldaten onder leiding van baron de Truzes en kapitein Hendrick van Asbeck. Het vendel van Jan Brouwer had zich bij het leger van de Graaf van Stirum moeten aansluiten, waardoor de totale strekte nog maar 500 soldaten was, met de Schutterij van Bredevoort bestaande uit 50 mannen, waarvan de helft nieuwelingen waren onder leiding van Adriaen van Keppel, een drost die niet erg geliefd was onder de burgers.
Hoewel er ruim voldoende kruit en munitie was, was het niet al te best gesteld met de kanonnen. Er stonden nog twintig dreigend op de wal, maar na het eerste salvo sprongen er vier uit elkaar, daarbij de kanonniers verwondend. Van anderen waren de affuiten zo verrot, dat de zware kanonnen erdoorheen zakten na het afschieten. Met veel kunst en vliegwerk werden nog vier kanonnen inzetbaar gemaakt.

## Een vreemde belegering

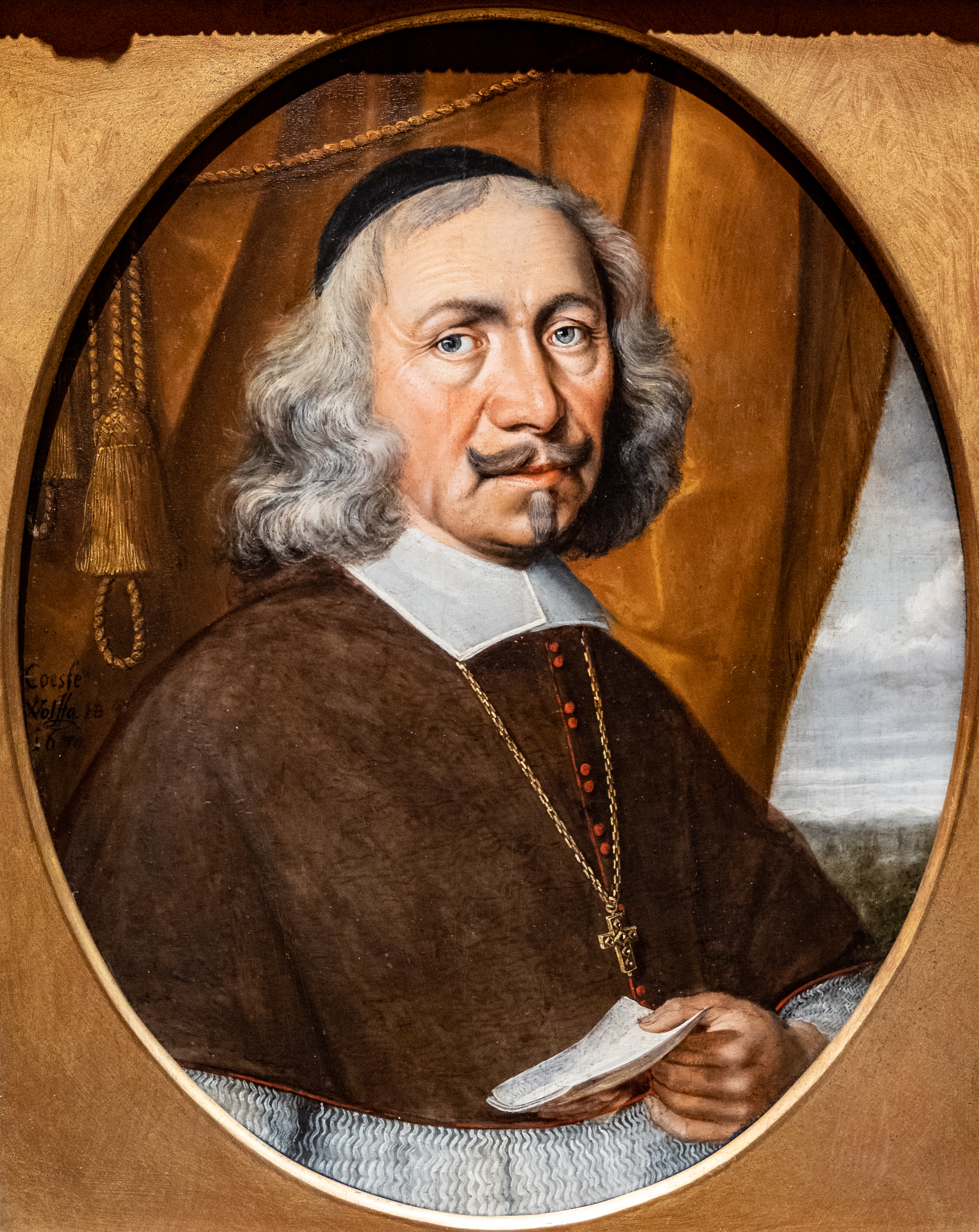
Bernhard von Galen door Wolfgang Heimbach

Op 12 juni sloegen de Munstersen het beleg voor de stad. Onder leiding van Generaal st. Paul. Het was een heel vreemde belegering die niet volgens de regels van de krijgskunst verliep. De stad werd namelijk niet afgesloten voor de buitenwereld. Voor de Aalterpoort werden batterijen opgesteld, en groeven soldaten zich in, maar aan de andere kant stond de Misterpoort wijd open, zodat landlui en burgers tijdens het beleg in alle veiligheid doorgang hadden. Tegelijkertijd stonden de krijgslieden van het Münsterse leger tot de knieën in het water in de loopgraven. Toen het leger van Bommen Berend begon te schieten vooral met mortieren veroorzaakte dat meer schrik dan schade bij de burgers. "Door de helse vuurwerken verloren 2 boeren en 1 kind het leven, en raakte 1 vrouw haar beide benen kwijt. Een paard werd door een bom 30 meter over het magazijn gesmeten." De slechtbetaalde soldaten binnen de muren zagen het een paar dagen aan. De stemming onder de burgers sloeg om toen geruchten gingen dat de Münstersen de stad wilden bestormen. Zij hadden gras gemaaid op de Aalter Es om de gracht te dempen, maar dat was wel een omslachtige wijze om een vestingstad binnen te komen, vooral omdat de Misterpoort wijd open stond.

## Overgave
Voordat ook maar één soldaat het leven gelaten had, wordt de stad overgegeven op de meest eervolle wijze aan de Münstersen. Van Keppel en zijn troepen mochten met vliegend vaandel en slaande trommels vertrekken, met brandende lonten in de handen, kogels in de mond, met boven- en ondergeweer, zij mochten 2 kanonnen meenemen, voorzien van kruit en kogels, aan alle wapenen behorende bij het vendel. Het vervoer werd zelfs gedaan door de Münstersen, en werden begeleid tot aan Warnsveld of Doesburg om vanaf daar zich bij het garnizoen in Zutphen te vervoegen dat dan onder beleg staat door de Fransen. Voor de achtergebleven burgers was de belangrijkste voorwaarde dat de stad niet geplunderd mocht worden. Maar dat gebeurde in latere tijd via een omweg toch nog door middel van zware belastingen. De Münsterse bezetting duurde bijna 2 jaar en in mei van het jaar 1674 trokken de Münstersen troepen weer weg uit de graafschap Zutphen.